# Desfile do Dia da Vitória em Moscou em 2000

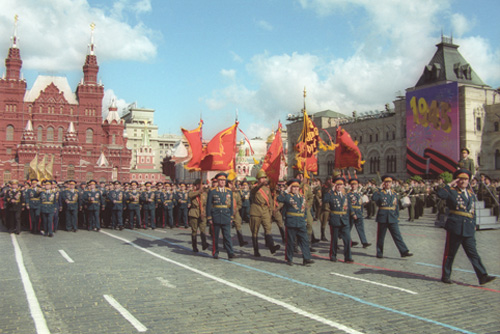
Veteranos de guerra desfilando na Praça Vermelha.

O Desfile do Dia da Vitória de Moscou em 2000 (em russo: Парад Победы, tr. Parad Pobedy) foi realizado em 9 de maio de 2000 para comemorar o 55º aniversário da vitória soviética sobre a Alemanha Nazista na Grande Guerra Patriótica em 1945.

## Particularidades
O desfile foi comandado pelo Coronel General Igor Puzanov, Comandante do Distrito Militar de Moscou, e inspecionado pelo Ministro da Defesa, Marechal da Federação Russa Igor Sergeyev. A parte histórica do desfile foi comandada pelo ex-comandante do Distrito Militar de Moscou e militar aposentado, General do Exército Vladimir Govorov. Um discurso foi feito pelo recém-eleito presidente Vladimir Putin. Ao contrário de desfiles anteriores, não estiveram presentes dignatários estrangeiros. Este foi o último desfile a apresentar a Canção Patriótica hino nacional da Rússia (usado de 1990 a 1991 pela RSFS Russa e de 1991 a 2000 pela Federação Russa). Foi também o último desfile onde veteranos desfilaram a pé pela Praça Vermelha.

## Tropas participantes do desfile
- O carro que transportou o comandante da parte histórica do desfile, General do exército Vladimir Govorov.
  - Corpo de Tambores da Escola Militar de Música de Moscou
  - Bandeira da Vitória
  - Contingentes de veteranos das frentes da Carélia, Leningrado, 1ª Báltica, 1ª, 2ª e 3ª Bielorrussa e 1ª, 2ª, 3ª e 4ª Ucraniana. Em seguida, veteranos das frotas do Báltico e do Mar Negro da Marinha Soviética.

- O carro que transportou o comandante do desfile, Coronel-general Ivan Puzanov
  - Batalhão de Guardas de Honra do 154º Regimento de Comandantes Independentes
  - Regimento de Libertadores da Grande Guerra Patriótica (vestidos com capas e armados com PPSh-41s )
  - Academia de Armas Combinadas das Forças Armadas da Federação Russa
  - Academia Militar das Forças de Mísseis Estratégicos de Pedro, o Grande
  - Academia de Engenharia Militar nomeada em homenagem a Kuibyshev
  - Academia Militar de Proteção Química NBC
  - Academia da Força Aérea Gagarin
  - Academia Zhukovsky de Engenharia da Força Aérea
  - Universidade Militar do Ministério da Defesa da Federação Russa
  - Instituto Naval de São Petersburgo
  - Instituto de Guardas de Fronteira de Moscou do Serviço Federal de Guarda de Fronteira "Conselho Municipal de Moscou"
  - 331º Regimento Aerotransportado de Guardas
  - Tropas Internas do Ministério de Assuntos Internos da Rússia
  - 336ª Brigada de Infantaria Naval de Guardas da Frota do Báltico
  - Escola Militar Suvorov
  - Escola Naval Nakhimov
  - Escola de Treinamento de Alto Comando Militar de Moscou

Quase um terço dos participantes do desfile chegaram a Moscou vindos de países da Comunidade dos Estados Independentes e dos Países Bálticos.

## Música
O desfile acabou depois da passagem da Banda Militar Combinada, composta pela Banda Militar Central do Ministério da Defesa, pelo Quartel-General do Distrito Militar de Moscou e pela Banda Naval Central da Rússia, com 600 músicos presentes comandados pelo Tenente-General Viktor Afanasyev.
Inspeção e Endereço
- Pout-porri da Marcha do Regimento Preobrazhensky (Марш Преображенского Полка) e Marcha Lenta das Escolas de Oficiais (Встречный Марш офицерских училищ) a última de autoria de Semyon Tchernetsky
- Jubileu Marcha Lenta "25 Anos do Exército Vermelho" (Юбилейный встречный марш "25 лет РККА) por Semyon Tchernetsky
- Marcha Lenta dos Tankmen (Встречный Марш Танкистов) por Semyon Tchernetsky
- Marcha Lenta dos Guardas da Marinha (Гвардейский Встречный Марш Военно-Морского Флота) por Nikolai Pavlocich Ivanov-Radkevich
- Marcha Lenta das Escolas de Oficiais (Встречный Марш офицерских училищ) por Semyon Tchernetsky
- Marcha Lenta (Встречный Марш) por Dmitry Pertsev
- Marcha Lenta do Exército Vermelho (Встречный Марш Красной Армии) por Semyon Tchernetsky
- Marcha do Regimento Preobrazhensky (Марш Преображенского Полка)
- Jubileu Marcha Lenta "25 Anos do Exército Vermelho" (Юбилейный встречный марш "25 лет РККА) por Semeon Tchernetsky
- Marcha Lenta dos Tanquistas (Встречный Марш Танкистов) por Semyon Tchernetsky
- Marcha Lenta dos Guardas da Marinha (Гвардейский Встречный Марш Военно-Морского Флота) por Nikolai Pavlocich Ivanov-Radkevich
- Marcha Lenta das Escolas de Oficiais (Встречный Марш офицерских училищ) por Semyon Tchernetsky
- Glória (Славься) por Mikhail Glinka
- Desfile Fanfarra "9 de maio" (Парадная Фанфара "9 Мая") por Nikolai Camokhvalov
- Hino Estatal da Federação Russa (Canção Patriótica) – Государственный Гимн Российской Федерации (Патриотическая Песня) por Mikhail Glinka
- Fanfarra (Фанфара)

Colunas de Veteranos, Infantaria e Conclusão
- Guerra Sagrada (Священная Война) por Alexandr Alexandrov
- Marcha a partir do tema da música Em uma Colina Desconhecida (Марш на темы песни «На безымянной высоте»)
- No Abrigo (В землянке) por Alexei Surkov
- Lenço Azul (Синий платочек) por Jerzy Petersbursky
- A Despedida da Eslava (Прощание Славянки) por Vasiliy Agapkin
- Fanfarra de Desfile Todos Ouçam! (Парадная Фанфара «Слушайте все!») por Andrei Golovin
- Marcha Vitória (Марш "Победа") por Albert Mikhailovich Arutyunov
- Em Defesa da Pátria (В защиту Родины) por Viktor Sergeyevich Runov
- Em Guarda pela Paz (На страже Мира) por Boris Alexandrovich Diev
- Marcha de Combate (Строевой Марш) por Dmitry Illarionovich Pertsev
- Marcha Aérea (Авиамарш) por Yuliy Abramovich Khait
- Leningrado (Ленинград) por Viktor Sergeyeich Runov
- Nós Somos o Exército do Povo (Мы Армия Народа) por Georgy Viktorovich Mavsesya
- Precisamos de Uma Vitória (Нам Нужна Одна Победа) por Bulat Shalvovich Okudzhava
- Marcha Esportiva (Спортивный Марш) por Valentin Volkov
- V Put (В Путь) por Vasily Pavlovich Solovyov-Sedoy
- Dia da Vitória (День Победы) por David Fyodorovich Tukhmanov

## Galeria

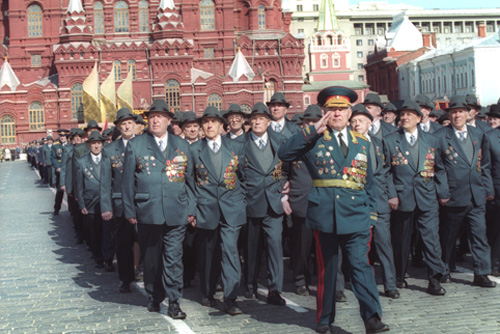
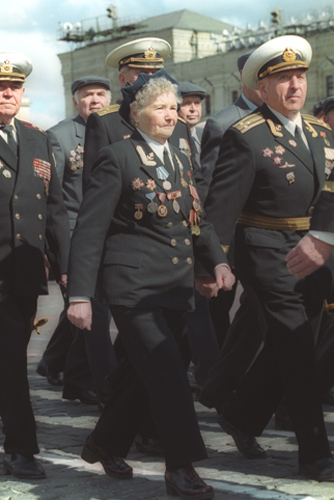
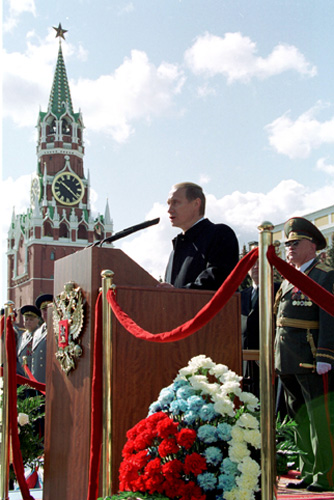
O presidente Vladimir Putin durante seu discurso
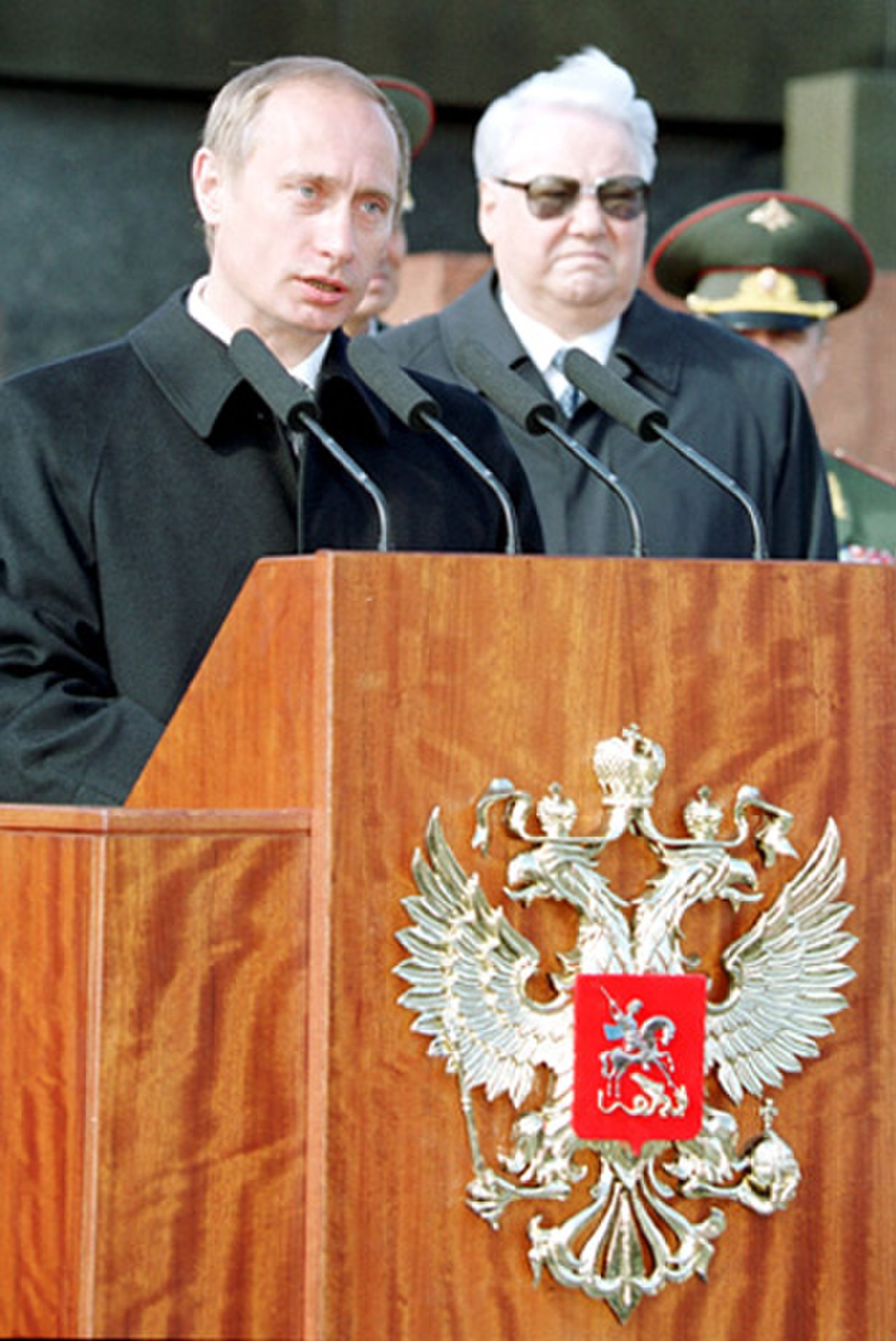
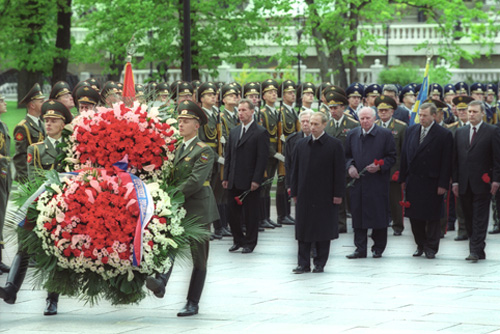
Após o desfile o presidente Putin e os demais presentes depositam flores no Túmulo do Soldado Desconhecido